# الغشة (الطفة)

تعديل مصدري - تعديل

الغشة هي إحدى قرى عزلة المشاعرة بمديرية الطفة التابعة لمحافظة البيضاء، بلغ تعداد سكانها 313 نسمة حسب تعداد اليمن لعام 2004.